# NATURAL8
NATURAL8（ナチュラルエイト）は、日本の7人組音楽ユニット。2007年4組のアーティストによるスペシャルコラボレーションユニットとして結成。Chermside Recordsよりインディーズデビュー。

## メンバー
- JUN（CLIFF EDGE）- MC・プロデューサー
- SHIN（CLIFF EDGE）- MC
- DJ GEORGIA（CLIFF EDGE）- DJ・プロデューサー
- 片桐舞子（MAY'S）- ボーカリスト
- NAUGHTY BO-Z（MAY'S）- デザイナー・プロデューサー
- KG - ボーカリスト
- SHIKATA - ボーカリスト

## 元メンバー
- Gakushi - キーボーディスト・プロデューサー

## 略歴
アマチュアでの下積み時代から交流のあった「CLIFF EDGE」、「MAY'S」、「SHIKATA」の3組に、男性R&Bユニット「KG」を迎え4組8人によるスペシャルユニット「NATURAL8」を結成。2007年5月25日に1stアルバム『GOLDEN SHUFFLE』をリリース。同作品は店舗での取り扱いを、北関東を中心に展開するCDショップ「WonderGOO」限定で発売したのにもかかわらず、1週間で1万以上を売上げる。またノンタイアップで爆発的なセールスを記録したため、WonderGOOではインディーズとしては異例の全75店舗全てに特大特設コーナーを設置。ショップランキングでは、発売から1ヶ月以上もの間、総合・インディーズ共に1位を獲得しキープしている。
2008年に2ndアルバム『GOLDEN SHUFFLE 2』をリリース以降、メンバーそれぞれのメジャーデビューを期に活動を停止。以後、再結成を望む声も多数あったものの、現在ではレーベルの垣根を超えた特殊ユニットになってしまうため、あらゆる問題が重なりその後1度も再結成には至らなかった。
2011年4月23日深夜0時に、メンバーそれぞれのブログに謎めいた画像がアップされる。翌24日、東日本大震災を受け被災された方々への支援のため、1曲限りの再結成を発表。チャリティーシングル『STAY TOGETHER』を制作し、売り上げを全額日本赤十字社に寄付する。制作費はメンバー、各所属レーベル、各所属事務所により全額自費負担される。流通や販売にかかる費用は、インディーズ時代に「NATURAL8」のヒットに協力した株式会社ワンダーコーポレーションが無償で協力。また、同時期に多く制作されたその他のチャリティーソングとは違い、JASRACを通していない完全インディーズ形式の楽曲となる。そのため、作詞作曲に関わる著作権印税も自動的に放棄となる。

## トリビア
- 結成のきっかけは、メンバーが公私共に親交があり、遊びのつもりで共同制作した楽曲が気付いたら数曲にも及ぶ事に気付く。それらを収録したアルバムを作ってしまおうというのが、そもそものきっかけである。
- 「NATURAL8」という名前の由来は、カジノのゲームであるバカラに由来する。バカラは9、または9に出来るだけ近い数のカードを揃えた手を予想するゲームだが、手が揃う事を「ナチュラル」と呼び、そこからユニット名を連想し名付けたもの。そのため曲名やジャケット、歌詞カードにもギャンブル、カジノを連想するような遊び心が隠されており、ジャケット写真のメンバーの手をよく見ると全員がトランプを1枚ずつ持っている。

## ディスコグラフィー

### シングル
- 『STAY TOGETHER』 （2011年5月10日発売 CHSI-1012）

1. STAY TOGETHER

### アルバム
- 『GOLDEN SHUFFLE 2』（2008年4月2日発売 CHSI-1009）

1. Lovin' You
2. Squeeze
3. Move Ya Body
4. Favor
5. Phone Box
6. Go Ahead (Interlude)
7. V.I.P Table feat. DJ WATARAI
8. MAX BET 2.0
9. Groovin' Paradise
10. Tell Me...
11. Dynasty (Interlude)
12. Wish
13. MY LOVE
14. Ocean View
15. A Song

- 『GOLDEN SHUFFLE』 （2007年5月25日発売 CHSI-1003）

1. LOVE SONG
2. Promise Ring
3. The Anniversary
4. Message（Interlude）
5. Platinum ACE
6. Yeah!!
7. MAX BET
8. Good Girl
9. Keep Groovin' & Color of Energy
10. Baccarat（Interlude）
11. LIV & DIE
12. リダイヤル
13. TREASURE
14. DAYS 〜You're the only one Pt.3〜